# 小林大輔
小林 大輔（こばやし だいすけ、1942年（昭和17年）3月22日 - ）は、香川県高松市出身のアナウンサー（フジテレビジョン→フリー）、司会者、朗読者。

## 来歴
高松第一高等学校（1960年卒業）、早稲田大学第一文学部演劇科、卒業。
1965年にフジテレビにアナウンサーとして入社。おもに芸能畑を歩む。1968年スタートの『夜のヒットスタジオ』にレギュラー出演し、当時の司会者・前田武彦から人気コーナー「コンピューター恋人選び」に使用される電算機のある地下室からの中継で毎週小林が出演していたことから「モグラのお兄さん」というニックネームを付けられ、番組の人気が高まるにつれて、局の看板芸能アナウンサーとしての地位を確立。1970年からは夜ヒットに続き制作された歌謡番組『歌うロマンスタジオ』、1972年からは『ゴールデン歌謡速報』（のちに『歌謡ヒットプラザ』にリニューアル）の司会を務めるなど、1970年代のフジテレビ芸能番組のエースアナウンサーとして活躍した。1989年に退社。
その後は、各種イベントの司会・講演・朗読活動を主たる活動にしている。

## プロフィール
- 声種はバリトン。
- 身長172cm。血液型はB型。
- 1966年、当時毎日放送のアナウンサー小林優子と結婚。

## 出演番組
フジテレビ時代
- 夜のヒットスタジオ（恋人選びコーナー担当）
- スター千一夜（進行役）
- オールナイトフジ (1969-1975)
- 歌謡大全集（1969年8月 - 1969年9月）司会
- ゴールデン歌謡速報→歌謡ヒットプラザ（1972年10月 - 1976年3月）司会
- あなたが選ぶ今週のベストワン（1976年4月 - 9月）
- 歌うロマンスタジオ（1970年1月 - 1971年）司会
- 土曜ですこんにちは（1972年 - 1978年）司会
- リビング11（1976年 - 1982年）司会
- オールスター紅白大運動会（1973年 - 1979年）実況 - 『火曜ワイドスペシャル』枠で放送（1974年春のみ別枠）。
- ものまね王座決定戦（司会）
- 紅白ものまね歌合戦（司会） - 『金曜ファミリーアワー』枠で放送。

フリー転向後
- スクランブル3（日本テレビ）司会
- 朝日ニュースターの情報ワイド番組（タイトル不明）司会

### テレビドラマ
- マグマ大使（1967年）ラジオのニュースの声（第31話）、ニュースの声（第48話）
- 宇宙猿人ゴリ（スペクトルマン）（1971年）テレビ番組の司会者 役（第2話）、ニュースキャスター 役（第3話） - 2度ともエンディングではノンクレジット。
- 砂の器（1977年）TV司会者 役